# Jytte Abildstrøm
Jytte Laila Zabell Abildstrøm Mygind, känd som Jytte Abildstrøm, född 25 mars 1934 i Köpenhamn, död 2 januari 2025, var en dansk skådespelare och regissör. Hon är bland annat känd för filmerna Hugo - djungeldjuret (1993), Dykkerne (2000) och Flygande farmor (2001). Hon var mor till Peter Mygind och Lars Mygind.

## Filmografi i urval
- 1956 - Vi som går stjernevejen
- 1959 - Poeten og Lillemor
- 1960 - Förälskad i Köpenhamn
- 1964 - Sommer i Tyrol
- 1964 - Don Olsen kommer til byen
- 1967 - Min lillebror och jag
- 1969 - Kameldamen
- 1971 - Revolutionen i vandkanten
- 1972 - Mor, jeg har patienter
- 1972 - Mannen som slutade röka
- 1973 - Askepot
- 1974 - Storskojaren
- 1978 - Picassos äventyr
- 1980 - Pohádka o Honzíkovi a Marence
- 1993 - Hugo - djungeldjuret
- 1997 - Hannibal & Jerry
- 2000 - Dykkerne
- 2001 - Flygande farmor
- 2006 - Der var engang en dreng - som fik en lillesøster med vinger
- 2012 - Julestjerner (TV-serie)

## Utmärkelser
- PH-prisen,  1976[2]
- LO:s kulturpris,  1980[2]
- Nielspriset,  1982[3]
- Riddare av Dannebrogorden,  16 april 1990[2][4]
- Peter Sabroe-priset,  1991[5]
- Statens Kunstfonds hedersutmärkelse[2]
- Gelsted-Kirk-Scherfig-priset,  1998[2]
- Rødekro Kulturpris,  2003[6]

[Redigera Wikidata]